# Anarmodia inscriptalis
Anarmodia inscriptalis là một loài bướm đêm trong họ Crambidae.